# Сад імені Хагані
Сад імені Хагані (азерб. Xaqani bağı — один з найстаріших парків міста Баку, столиці Азербайджану. Невеликий за площею (0,8 га), розташований в Сабаїльському районі міста. Названий на честь уродженця Шамахи, середньовічного перського поета Хагані Ширвані. З південного боку сад обмежений вулицею Узеїра Гаджибекова, з північного боку — вулицею Хагані, на сході — вулицею Гоголя, а з заходу — вулицею Расула Рзи.

## Опис
Основу архітектурно-ландшафтної композиції саду складає басейн криволінійної форми, зі скульптурною групою «Три грації», що мала вигляд трьох скульптур граційних дівчат. П'єдесталом для них служать великі брили природного каменю.
Колони садового павільйону починаються з водного басейну. Доріжки саду розташовані таким чином, що пронизують його простір по діагоналі і проходять поруч з центрально-розташованим басейном. Хоча сад за своїми розмірами дуже малий (приблизно 0,8 га), він досить затишний і є улюбленим місцем відпочинку багатьох бакинців. Зелена маса саду розташована так, що створює великі тінисті зони, де розташовуються лавки для відпочинку. Серед дерев зустрічаються підліски з чагарників і квітники.

## Історія

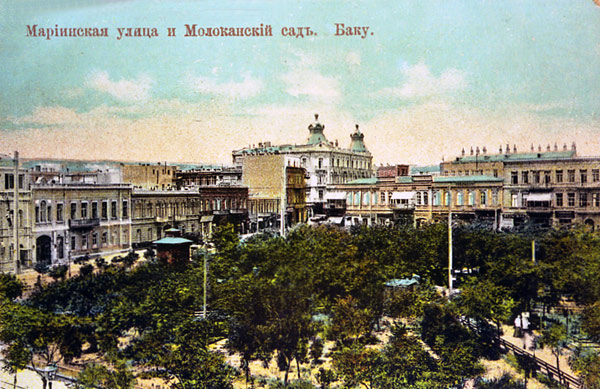
Молоканський сад на поштовій листівці Російської імперії

У другій половині XIX століття, коли почали інтенсивно розвиватися нафтова і пов'язана з нею промисловості, житлові райони вже становили значний відсоток від загальноміської забудови в північно-східній частині фортеці Ічері-шехер (історичний район міста Баку). У 1860-х роках в сфері впливу форштадта виникла Молоканська слобідка. У зв'язку з забудовою центральних кварталів молоканська слобідка з її візницькими дворами і стайнями була повністю знесена, а молокани переселені в абсолютно новий район Завокзалля, де створили нову молоканську возницьку слобідку. На місці слобідки був розбитий Маріїнський сквер. Сквер створювався на початку 1870-х років по сусідству з багатими житловими кварталами. Сквер знаходився в одному з центральних районів міста — Приморському. Навколишні квартали надавали йому замкнутий характер.

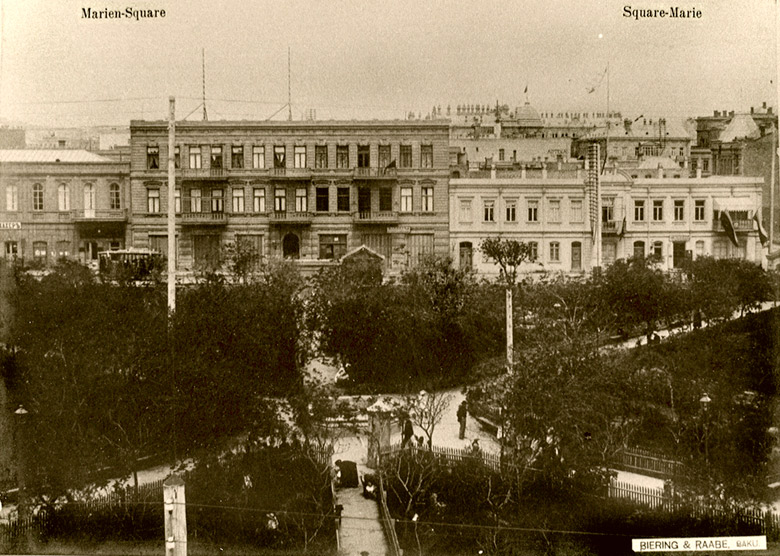
Маріїнський сквер в 1915 році

Створення та проєктування скверу супроводжувалися багатьма труднощами, які перш за все виникали через погане постачання водою. Також відсутня увага до цього скверу з боку міського садівника, членів управи і думи. Про це в газеті «Каспій» повідомлялося наступне:
|  | Баку не може похвалитися великою кількістю зелені, а тому подібне індеферентне ставлення до саду... більш ніж злочинно. |

Наприкінці 1890-х років тут була здійснена посадка нових дерев. Вона проводилася відповідно до сформованої планувальної структури скверу. План скверу за обрисами був квадратний. Композиція плану будувалася на основі діагонально розташованих алей. У центрі перетину алей знаходився басейн з фонтаном. Ряд дерев розміщувався по периметру скверу, що дозволило створити додаткову обхідну алею скверу і тим самим підвищити візуальні і функціональні якості озеленених ділянок.

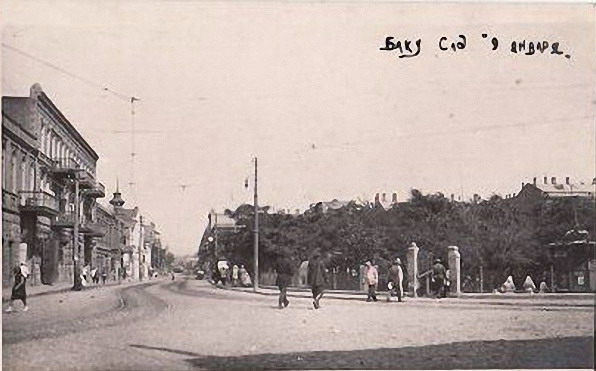
Сад «9 січня» в 1925 році

На початку XX століття виникла необхідність перепланування Маріїнського скверу, оскільки як зазначав головний садівник А. Є. Васильєв «місто поставило за мету влаштування громадських садів, а останнім часом навіть і Рів'єр». У 1904 році на основі вивчення ситуації, Васильєвим був складений проєкт перебудови Маріїнського скверу. Проєкт передбачав розширення алей і посадку стійких до жаркого клімату порід дерев. Для досягнення більшої художньої виразності скверу планувалася заміна теперішньої рослинності деревами з високими декоративними якостями. Також передбачалося обережне вкраплення малих архітектурних форм. Однак, цей проєкт так і не був втілений в життя.
Після встановлення Радянської влади сад був перейменований на «Сад 9 січня» (на пам'ять про Криваву неділю 1905 року). Після німецько-радянської війни сад був двічі реконструйований. Слід зазначити малі архітектурні форми — світлові ліхтарі, газетний кіоск, будиночок-годівниця для голубів та інші елементи ландшафтного дизайну.
Пізніше саду було присвоєно ім'я Хашима Алієва. Після здобуття незалежності сад перейменовано на честь письменника Хагані.